# 芹沢高志
芹沢 高志（せりざわ たかし、1951年7月20日 - ）は、日本のアートディレクター、都市・地域計画家、翻訳家。
AAFネットワーク実行委員会事務局長、デザイン・クリエイティブセンター神戸センター長。P3 art and environment主催。日本アートマネジメント学会会員。NPO BEPPU PROJECT理事。

## 人物
東京都生まれ。1975年、神戸大学理学部数学科卒業。1978年、横浜国立大学工学部建築学科卒業。同年から、（株）リジオナル・プランニング・チーム研究員として、生態学的土地利用計画の研究に従事。
東京・四谷の禅寺、東長寺の新伽藍建設計画に参加したことから、1989年、P3 art and environmentディレクター。1995年、ピースリーマネジメント（有）代表取締役。1999年までは東長寺境内地下の講堂をベースに、その後は場所を特定せずに、さまざまなアートや環境関係プロジェクトを展開。
2002年、慶応義塾大学理工学部物理情報工学科非常勤講師（～2007年）。2006年、P3 art and environment統括ディレクター

## その他経歴
- 1999/04：日本建築学会編集委員会委員（2年間）
- 2002/01：アサヒ・アート・フェスティバル事務局長
- 2002/07：とかち国際現代アート展「デメーテル」総合ディレクター
- 2005/09：横浜トリエンナーレ2005キュレーター
- 2009/04：別府現代芸術フェスティバル2009「混浴温泉世界」総合ディレクター
- 2010/04：アート・アンド・パブリック協会理事
- 2012/08：デザイン・クリエイティブセンター神戸センター長、
- 2012/10：別府現代芸術フェスティバル2012「混浴温泉世界」総合ディレクター
- 2014/07：「さいたまトリエンナーレ2016」ディレクター
- 2015/07：別府現代芸術フェスティバル2015「混浴温泉世界」総合ディレクター

## 著書

### 単著
- 『この惑星を遊動する : インターネット時代にもうひとつの生き方を求めて』（岩波書店） 1996
- 『月面からの眺め : 21世紀を生きるヒント』（毎日新聞社） 1999

### 共著
- 『Cai Guo-Qiang』（Dana Friis-Hansen, Octavio Zaya共著、Phaidon Press） 2002
- 『混浴温泉世界 : 場所とアートの魔術性』（Beppu Project、監修、BEPPU PROJECT） 2010
- 『別府』（Beppu Project, P3 Art and Environment編、別府現代芸術フェスティバル「混浴温泉世界」実行委員会） 2012

## 翻訳
- 『全生命のためのテクノロジー : 適正技術に文明の未来を探る』（レイン・ド・モル、ジジ・コー編、共訳、めるくまーる） 1983
- 『宇宙船とカヌー』（ケネス・ブラウワー、JICC出版局） 1984、のちちくま文庫、のち山と溪谷社 (ヤマケイ文庫)で再刊
- 『テトラスクロール』（R.バックミンスター・フラー、めるくまーる） 1985
- 『自己組織化する宇宙 : 自然・生命・社会の創発的パラダイム』（エリッヒ・ヤンツ、内田美恵共訳、工作舎） 1986
- 『バイオシェルター : エコロジカルな環境デザインをもとめて』（ナンシー・ジャック・トッド, ジョン・トッド、工作舎） 1988
- 『雪豹』（ピーター・マシーセン、めるくまーる） 1988、のちハヤカワ文庫
- 『ウィダの総督』（ブルース・チャトウィン、芹沢真理子共訳、めるくまーる） 1989
- 『フラーがぼくたちに話したこと』（フラー述、リチャード・J・ブレネマン編、高岸道子共訳、めるくまーる） 1990
- 『パタゴニア』（ブルース・チャトウィン、芹沢真理子共訳、めるくまーる） 1990

※1998年の「新装版」は芹沢真理子単独名義
- 『地球を救え』（ジョナサン・ポリット編、監訳、岩波書店） 1991
- 『宇宙船地球号操縦マニュアル』（R・バックミンスター・フラー、筑摩書房、ちくま学芸文庫） 2000